# Hasan Ceka
Hasan Ceka (Elbasan, 1900. augusztus 25. – Tirana, 1998. február 11.) albán régész, ókortudós, numizmatikus. A második világháború után az albániai régészettudomány vezető alakja, szervezeti kereteinek egyik megteremtője volt. Főként az illírek és Illíria újkőkortól az ókorig ívelő múltjának történeti emlékeit kutatta, 1947 és 1972 között az apollóniai régészeti ásatások vezetője volt.

## Életútja
Tízéves koráig, 1910-ig a macedóniai Jenicei Vardar török nyelvű iskolájában tanult, majd hazaköltözött szülővárosába. 1919 novemberében családja Ausztriába küldte, ahol Welsben és Linzben járta ki középiskoláit. 1925-től a Bécsi Egyetem történelmi tanszékének hallgatója volt, de Grazban is képezte magát, végül 1930-ban a főváros egyetemén szerezte meg régész szakdiplomáját. Hazatérését követően Tirana akkor még meglehetősen szerény városi múzeumában kapott megbízást a régészeti gyűjtemény és könyvtár rendezésére. Később a közoktatási minisztérium alkalmazásában a francia Léon Rey apollóniai és az olasz Luigi Ugolini buthrótoni ásatásain dolgozó régészcsoportok egyetlen albán tagja volt. A második világháború elején a megszálló olasz hatóságok által létrehozott Régészeti és Szépművészeti Igazgatóság munkatársaként tevékenykedett. 1942-től 1944 novemberéig a közoktatási minisztérium főtitkára volt. A második világháborút követően a Tudományok Intézetének munkatársa lett. 1948-tól az újonnan alapított tiranai Régészeti és Néprajzi Múzeumban folytatta a munkát. 1947-től 1972-es nyugdíjazásáig ő vezette az Apollónia ókori romvárosa területén folyó ásatásokat.
Fia Neritan Ceka (1941) régész, politikus.

## Munkássága
Ceka a legelső albánok egyike volt, akik Nyugat-Európában szerezték meg régészdiplomájukat, gyakran hivatkoznak rá, mint az „albán régészettudomány atyjára”. A második világháborút követő időszak albán tudományos életének kiemelkedő alakja, a fiatalabb Skënder Anamalival együtt a hazai régészettudomány szervezeti kereteinek megteremtője volt. Kettejük – és a néprajzkutató Selim Islami – fáradozásának köszönhetően jöhetett létre 1948-ban Tiranában a Régészeti és Néprajzi Múzeum. Anamalival karöltve ennek égisze alatt kezdték meg Albánia régészeti örökségének részletes feltérképezését, feltárását és védelmét, összegyűjtötték a Nemzeti Könyvtárban és magángyűjteményekben a háború viszontagságai közepette is megmaradt régészeti emlékeket.
1947-től 1972-es nyugdíjazásáig kutatásainak homlokterében az i. e. 7. században alapított Apollónia régészeti feltárása volt, negyed évszázadon át az ő szervezésével vagy éppen a vezetése alatt folytak az ottani ásatások. Emellett nevéhez fűződnek a maliqi újkőkori település 1948-as próbaásatásai, az amantiai sztadion 1952–1953-as feltárása (szintén Anamalival együtt), a bronzkori pazhoki halomsírok 1960-as és a gajtani kora vaskori település 1962–1963-as ásatásai.
Terepi munkája mellett kiterjedt publikációs tevékenységet folytatott. Különösen jelentős az illíriai városok, Epidamnosz és Apollónia által veretett pénzeket számba vevő, először 1967-ben, majd 1972-ben francia nyelven is megjelent monográfiája és numizmatikai katalógusa. Részt vett az illírekről és Illíriáról szóló antik szövegeket közreadó, 1965-ben kiadott kötet szerkesztői munkálataiban. Az albán régészettudomány 20. századi történetének fontos forrása élete végén kiadott szakmai visszaemlékezése.

### Főbb művei
- Probleme të numismatikës ilire, me një katalog të monetave të pabotueme apo të rralla të Ilirisë së Jugut (’Az illír numizmatika kérdései, Dél-Illíria ismeretlen és ritka érméinek katalógusával’). Tiranë: Universiteti Shtetëror i Tiranës. 1967.
- Questions de numismatique illyrienne, avec un catalogue des monnaies d’Apollonie et de Dyrrhachium (’Az illír numizmatika kérdései, apollóniai és dyrrachiumi érmék katalógusával’). Tirana: Université d’état de Tirana. 1972.
- Në kërkim të historisë ilire (’Az illír történelem nyomában’). Tiranë: Shkenca. 1998.  ISBN 9992760028